# Liste der Mitglieder der American Academy of Arts and Sciences/1825
Im Jahr 1825 wählte die American Academy of Arts and Sciences 11 Personen zu ihren Mitgliedern.

## Neugewählte Mitglieder
- James Bowdoin (1794–1833)
- Henry James Brooke (1771–1857)
- William Buckland (1784–1856)
- Johann Gottfried Eichhorn (1752–1827)
- John Murray Forbes (1771–1831)
- James Luce Kingsley (1778–1852)
- Manuel Moreno (1782–1857)
- Octavius Pickering (1791–1868)
- Joel Roberts Poinsett (1779–1851)
- Jared Sparks (1789–1866)
- Samuel Sumner Wilde (1771–1855)